# Wuqiangxi
Wuqiangxi (kinesiska: 五强溪, 五强溪镇) är en köping i Kina. Den ligger i provinsen Hunan, i den södra delen av landet, omkring 200 kilometer väster om provinshuvudstaden Changsha. Antalet invånare är 28158. Befolkningen består av 13 652 kvinnor och 14 506 män. Barn under 15 år utgör 16,0 %, vuxna 15-64 år 73 %, och äldre över 65 år 10,0 %.
Genomsnittlig årsnederbörd är 1 918 millimeter. Den regnigaste månaden är maj, med i genomsnitt 316 mm nederbörd, och den torraste är december, med 44 mm nederbörd.